# Julian Ashton

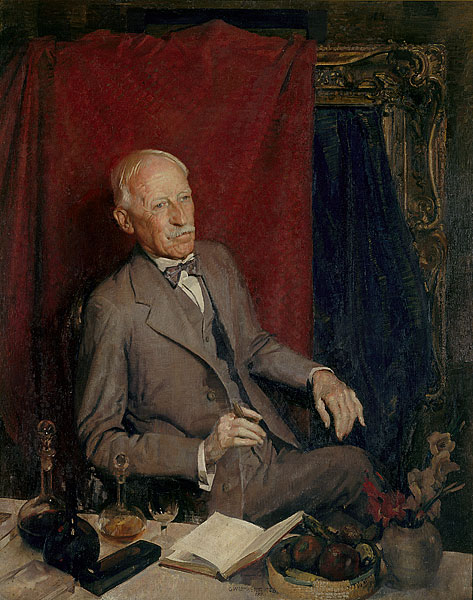
Julian Ashton in einem 1928 von George Washington Lambert angefertigten Porträt, heute in der Art Gallery of New South Wales.

Julian Rossi Ashton CBE (* 27. Januar 1851 in Addlestone, Surrey; † 27. April 1942 in Bondi (Sydney), New South Wales) war ein australischer Porträt- und Landschaftsmaler sowie Gründer und Leiter der einflussreichen Julian Ashton Art School.

## Leben
Ashton war der älteste Sohn des wohlhabenden Amerikaners Thomas Briggs Ashton und dessen Ehefrau Henrietta, Tochter des Grafen Carlo Rossi, einem sardischen Diplomaten. Bald nach Julians Geburt zog die Familie nach Gulval bei Penzance in Cornwall. Sein Vater, ein Amateurmaler, förderte die künstlerische Begabung Julians und seines Bruders George. Um 1862 zogen die Ashtons nach Totnes in die Grafschaft Devon, wo Ashton das örtliche Gymnasium besuchte. Nach dem Tod des Vaters geriet die Familie in finanzielle Schwierigkeiten und zog nach London. Ashton nahm Kunstunterricht bei einem alten Freund seines Vaters. Mit 15 Jahren fand er eine Anstellung in der Tiefbauabteilung der Great Eastern Railway und besuchte den Abendunterricht an der West London School of Art. Drei Jahre später arbeitete er als Zeichner in einer Eisenwarenhandlung, die er bald wieder verließ und als Illustrator für Zeitschriften wie Chatterbox und Cassell’s Magazine tätig wurde. 1873 verbrachte er einige Monate an der Pariser Académie Julian. Danach arbeitete er wieder als Illustrator in London, wo er seine Arbeiten bei der Royal Academy of Arts einreichte. Im London Borough of Hackney heiratete er am 1. August 1876 Eliza Ann Pugh († 1900).
1878 hielt sich David Syme, der Eigentümer der Zeitung The Age aus Melbourne, in London auf und engagierte Ashton als Illustrator. Ashton kam am 18. Juni 1878 mit seiner Frau und seinem Sohn an Bord des Schiffes Cuzco in Melbourne an und begann mit seiner Arbeit bei den Illustrated Australian News. 1881 wechselte er zu dem ebenfalls in der Stadt ansässigen Magazin Australasian Sketcher with Pen and Pencil. In Melbourne entstand eine Serie von Bildern, die das letzte Gefecht der Bande des australischen Nationalhelden Ned Kelly in Glenrowan zeigte. Da sich Ashton in Melbourne nicht wohlfühlte zog er 1883 nach Sydney und nahm das Angebot an, bis 1886 für die Illustration des Picturesque Atlas of Australia ausgiebig Australien zu bereisen. Zudem fertigte er in dieser Zeit Zeichnungen für die Publikation Bulletin an.

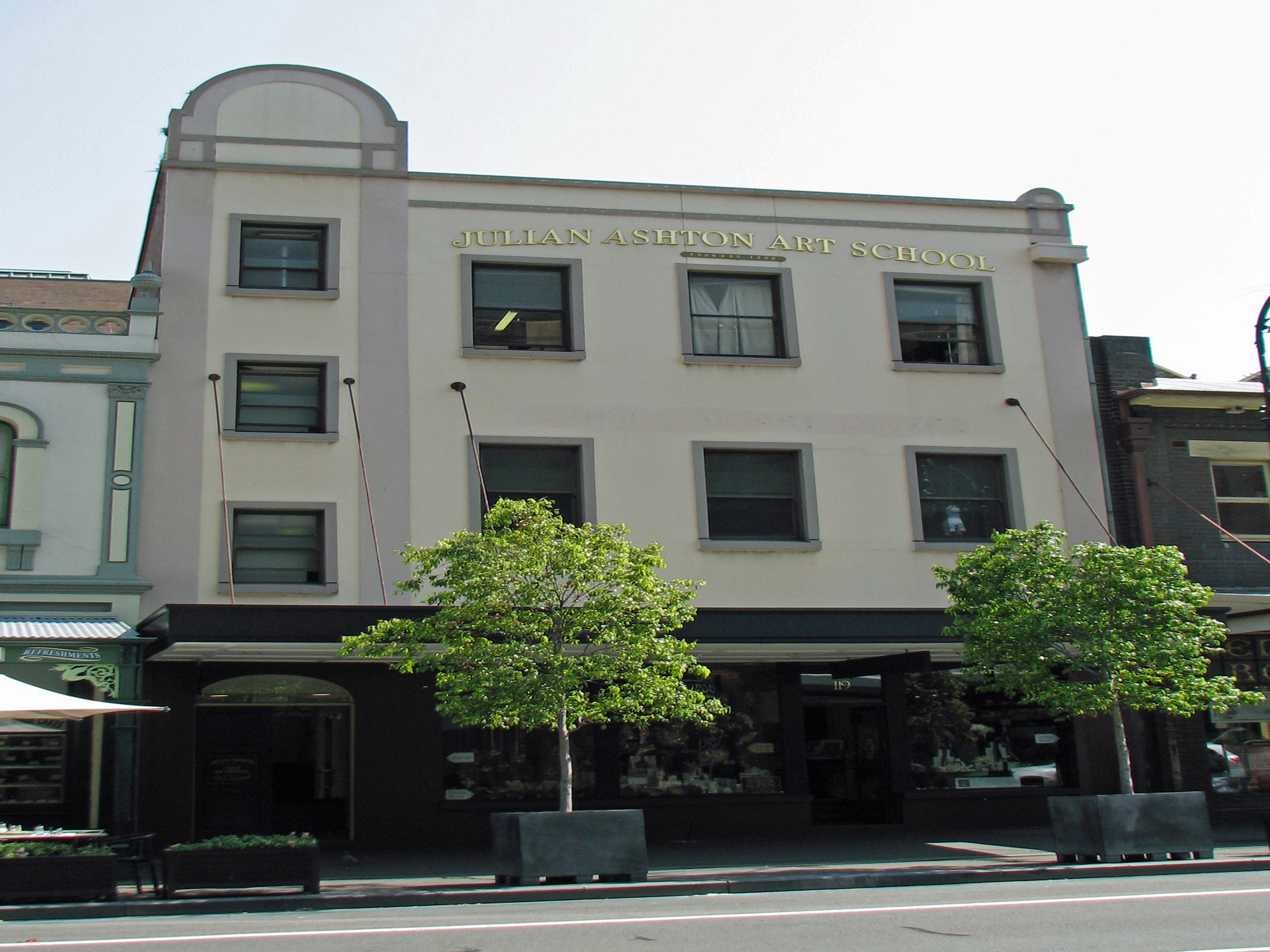
Das Gebäude der Julian Ashton Art School, George Street, The Rocks

1886 begann Ashton privat zu unterrichten. 1887 richtete er ein Atelier in der Pitt Street von Sydney ein und malte dort ein Porträt des Dichters und Politikers Henry Parkes. In den Jahren von 1892 1895 leitete er Kurse an der Art Society of New South Wales, deren Präsident er von 1887 bis 1892 war. 1895 trat Ashton einem neuen Fachverband, der Society of Artists in Sydney bei. Er war von seiner Lehrtätigkeit entbunden worden und gründete seine eigene Schule in der King Street, die er 1906 auf die Queen Victoria Markets verlegte und in Sydney Art School umbenannte. 1935 zog er mit der Schule, die nun Julian Ashton Art School hieß, in die George Street. Die Einrichtung genoss einen beachtlichen Ruf; zu ihren Schülern gehörten George Washington Lambert, Elioth Gruner, Jesse Hilder, Thea Proctor, Sydney Ure Smith, William Dobell, Jean Bellette, Charles Lloyd Jones und John Richard Passmore.
In den Jahren 1889 und 1899 war Ashton Kurator der Art Gallery of New South Wales. In dieser Eigenschaft kaufte er für die Galerie 1890 ein Gemälde mit dem Titel Still Glides the Stream and Shall Forever Glide des Malers Arthur Ernest Streeton für 70 Pfund. Im Parlament von New South Wales wurden Stimmen laut zur Anzahl seiner eigenen Gemälde, die von den Kuratoren gekauft wurden, jedoch hatte Ashton bei deren Auswahl keine Rolle gespielt. Er organisierte 1898 die Ausstellung australischer Kunst in der Londoner Grafton Gallery. Er nutzte seinen Einfluss auf die Politiker  Henry Parkes und Bernhard Ringrose Wise sowie auf den Mäzen Howard Hinton zur Förderung der Maler Jesse Hilder, Norman Lindsay und der australischen Impressionisten.

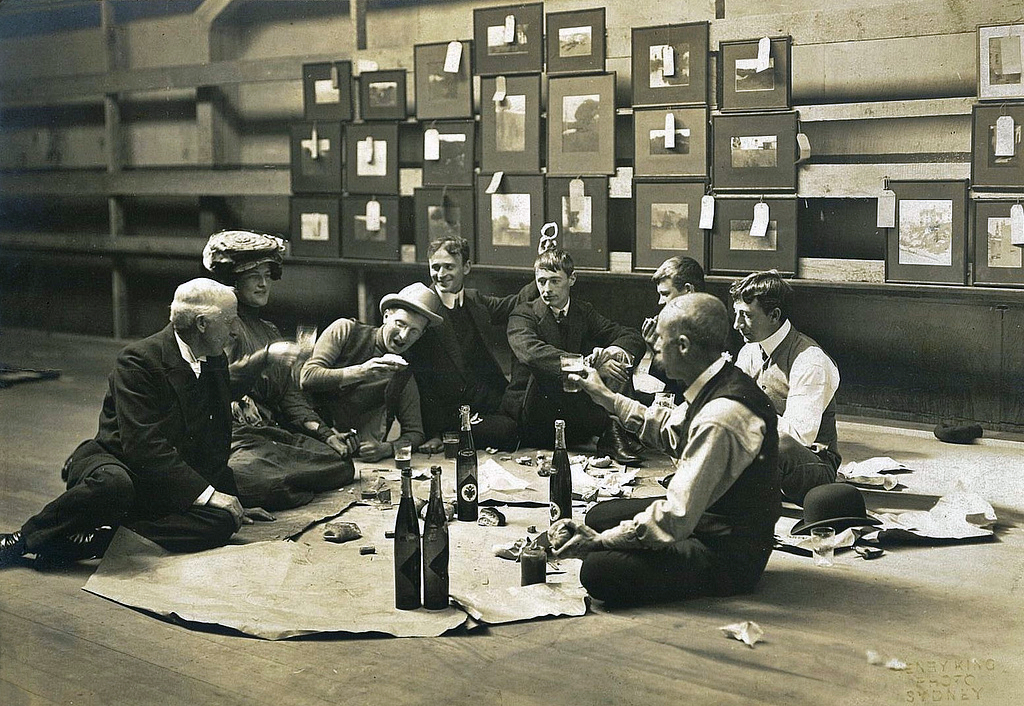
Das Auswahlkomitee der Society of Artists, links Julian Ashton, 1907.

1897 und 1898 bekleidete Ashton das Amt des Präsidenten der Society of Artists, die sich 1903 mit der Art Society of New South Wales zur Royal Art Society of New South Wales zusammenschloss. Im Jahr 1907 stellte er die Society of Artist wieder her und war bis 1921 ihr Präsident und danach bis 1940 ihr Vizepräsident, als die Institution in die Royal Art Society zurückkehrte.

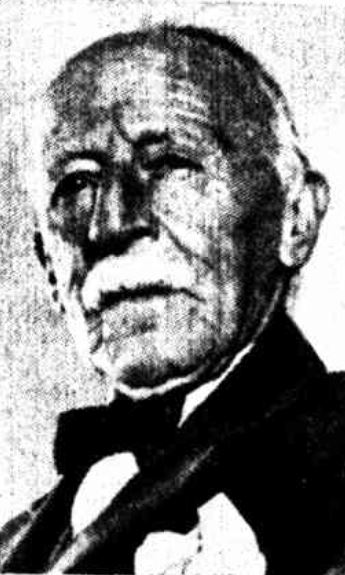
Julian Ashton in seinen späten Jahren.

1892 wurde Ashton von dem Lotterieunternehmer George Adams beauftragt, die Marble Bar in dessen Hotel in Sydney zu dekorieren. Ashton war der Initiator der Galerie und des angeschlossenen Verkaufsgeschäfts der Fine Arts Society in der Bligh Street, die im Jahr 1911 gegründet wurde und sich als erste solche Einrichtung ausschließlich mit australischer Kunst beschäftigte. Er hielt zudem Vorträge und schrieb Aufsätze über australische Kunst.
Der etablierte Künstler fertigte Ölgemälde und Aquarelle. Er nahm für sich in Anspruch, mit seinem Werk Evening, Merri Creek von 1882 das erste Freilichtgemälde Australiens geschaffen zu haben. Seine frühen Landschaften zeigten ein ausgeprägt australisches Gefühl von Licht und Raum. Er war bekannt für seine romantischen Figurenbilder, von denen viele an den Stränden in der Nähe seines Hauses in Bondi entstanden waren. Er malte unter anderem Porträts von Henry Parkes und Erzbischof Michael Kelly. Um 1914 verschlechterte sich sein Augenlicht, was zunächst zu Farbenblindheit mit einer Schwäche für die Farben gelb und blau führte und später sein Peripheres Sehen stark einschränkte. In Verbindung mit seinem lebenslangen Asthmaleiden sah er sich gezwungen sich in seinen Aktivitäten zurückzunehmen.
1924 erhielt Ashton die Medaille der Society of Artists für herausragende Verdienste um die australische Kunst, 1930 wurde er mit dem britischen Verdienstorden  Commander des Order of the British Empire und 1938 mit dem Sydney Sesquicentenary Prize für ein Aquarell ausgezeichnet. Er veröffentlichte 1941 seine Erinnerungen unter dem Titel Now Came Still Evening On.
Julian Ashton verstarb nach langer Krankheit im Alter von 91 Jahren in Bondi, Sydney. Er hatte noch bis kurz vor seinem Tod seine Schüler unterrichtet. Seine Einäscherung fand im Northern Suburbs Crematorium nach anglikanischem Ritus statt. Er hinterließ zwei seiner vier Söhne und eine Tochter aus erster Ehe sowie seine zweite Ehefrau Constance Irene, geborene Morley, die er am 8. September 1902 geheiratet hatte.

## Werke (Auswahl)

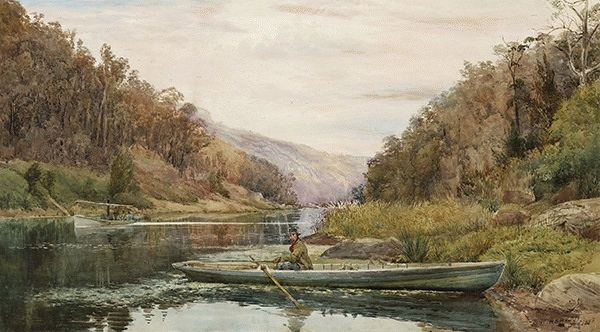
Boatman on the Hawkesbury River, 1883.
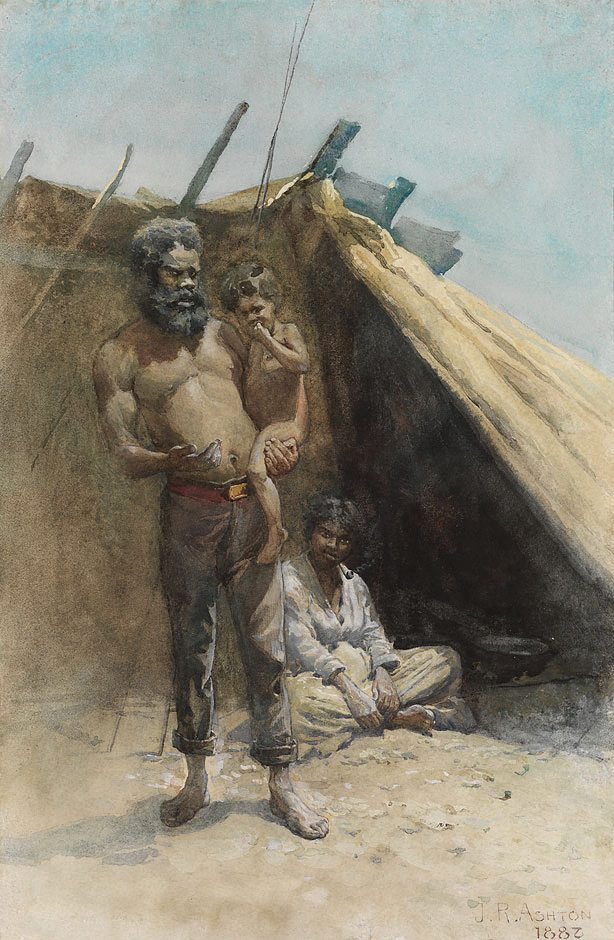
Aboriginal Family Group, 1886.
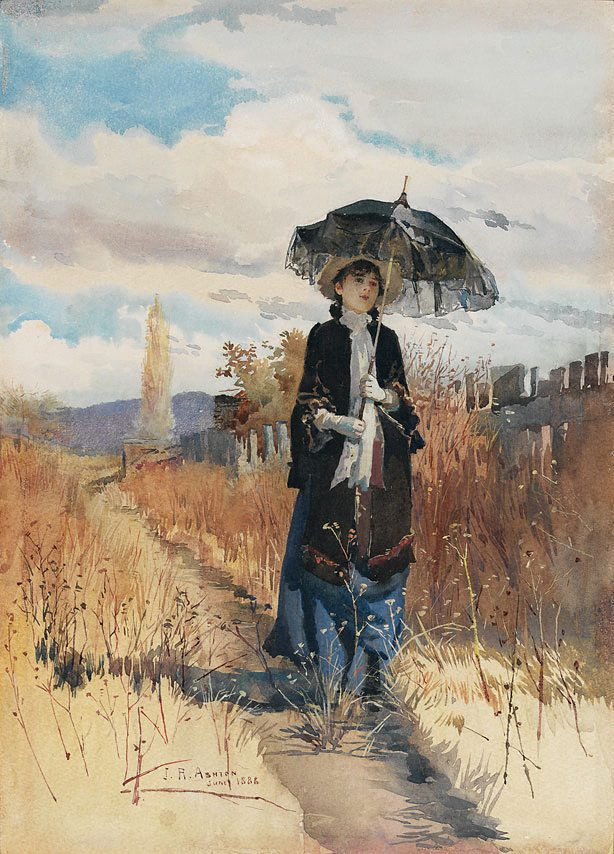
A solitary ramble, 1888.
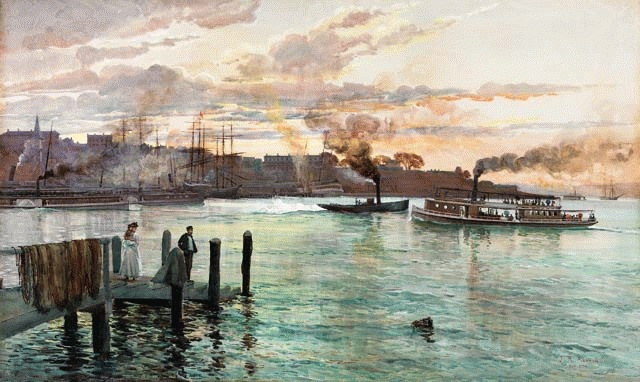
Circular Quay, Sydney, 1888.
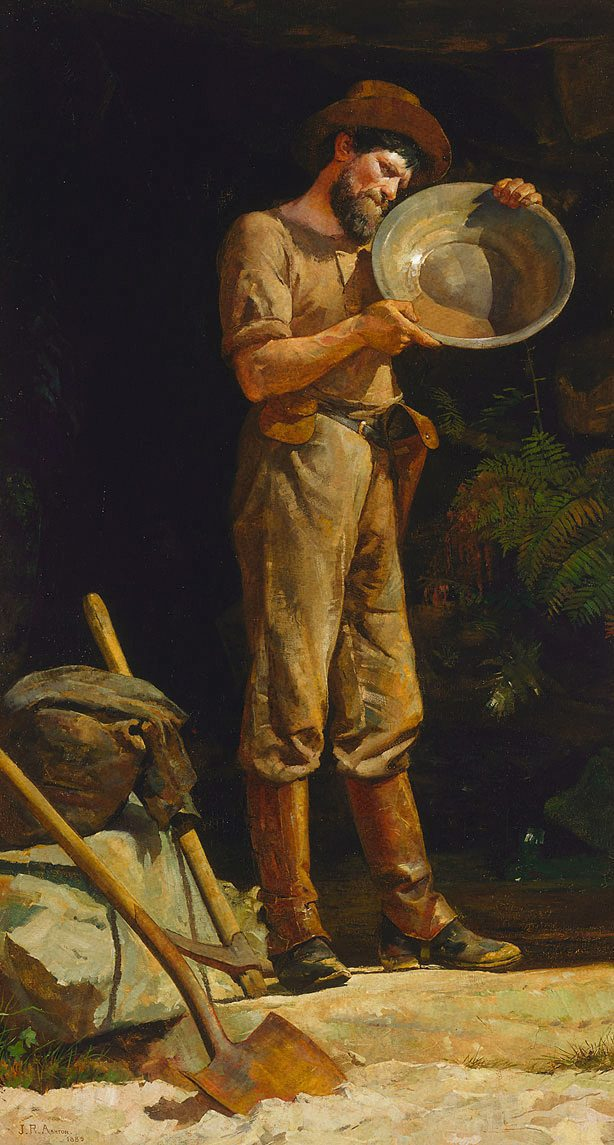
The Prospector, 1889.
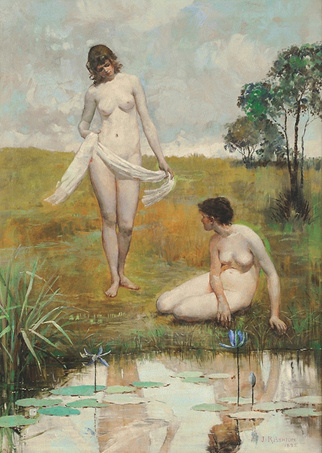
Reflections, 1892.
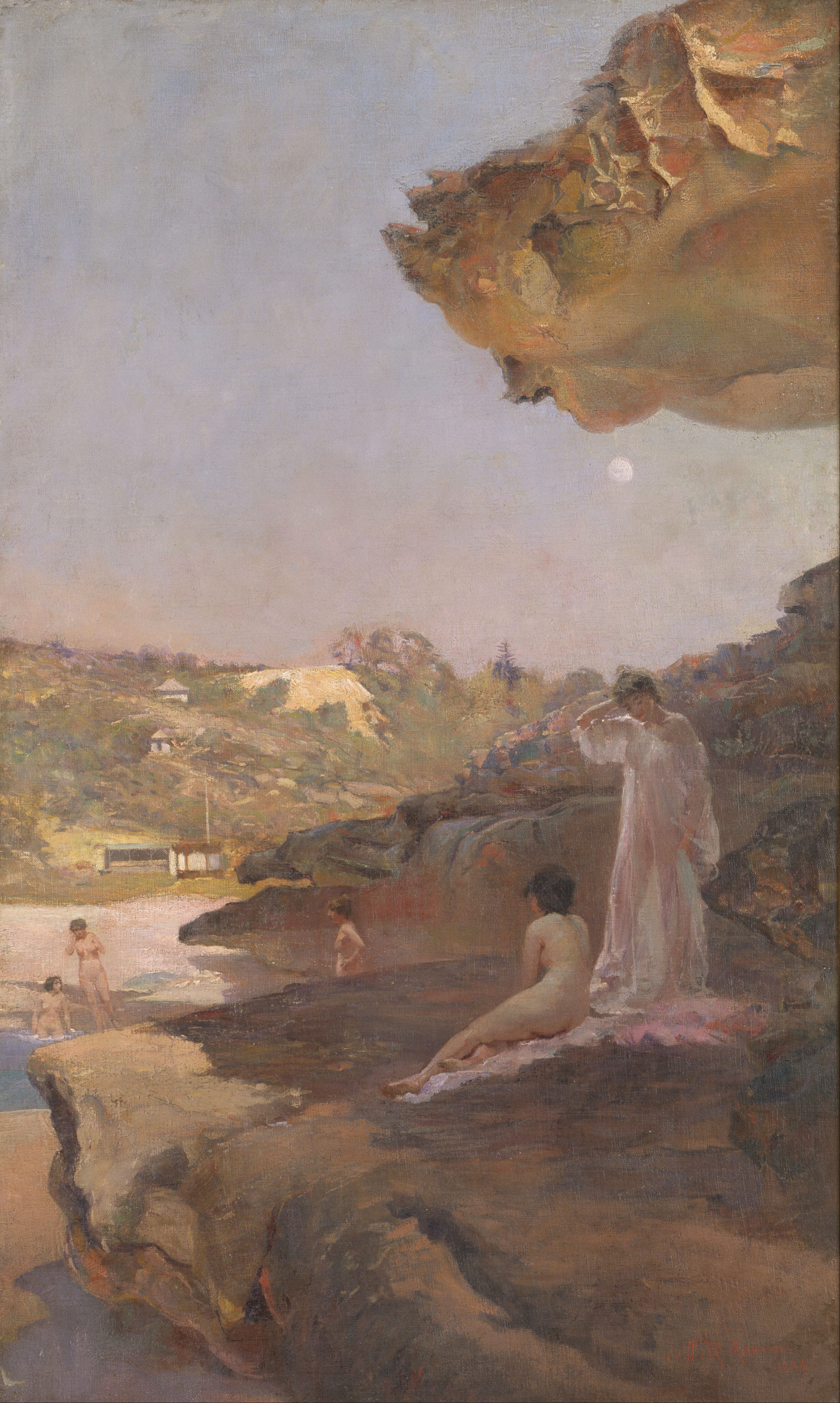
Tamarama Beach, forty years ago, a summer morning, 1899.
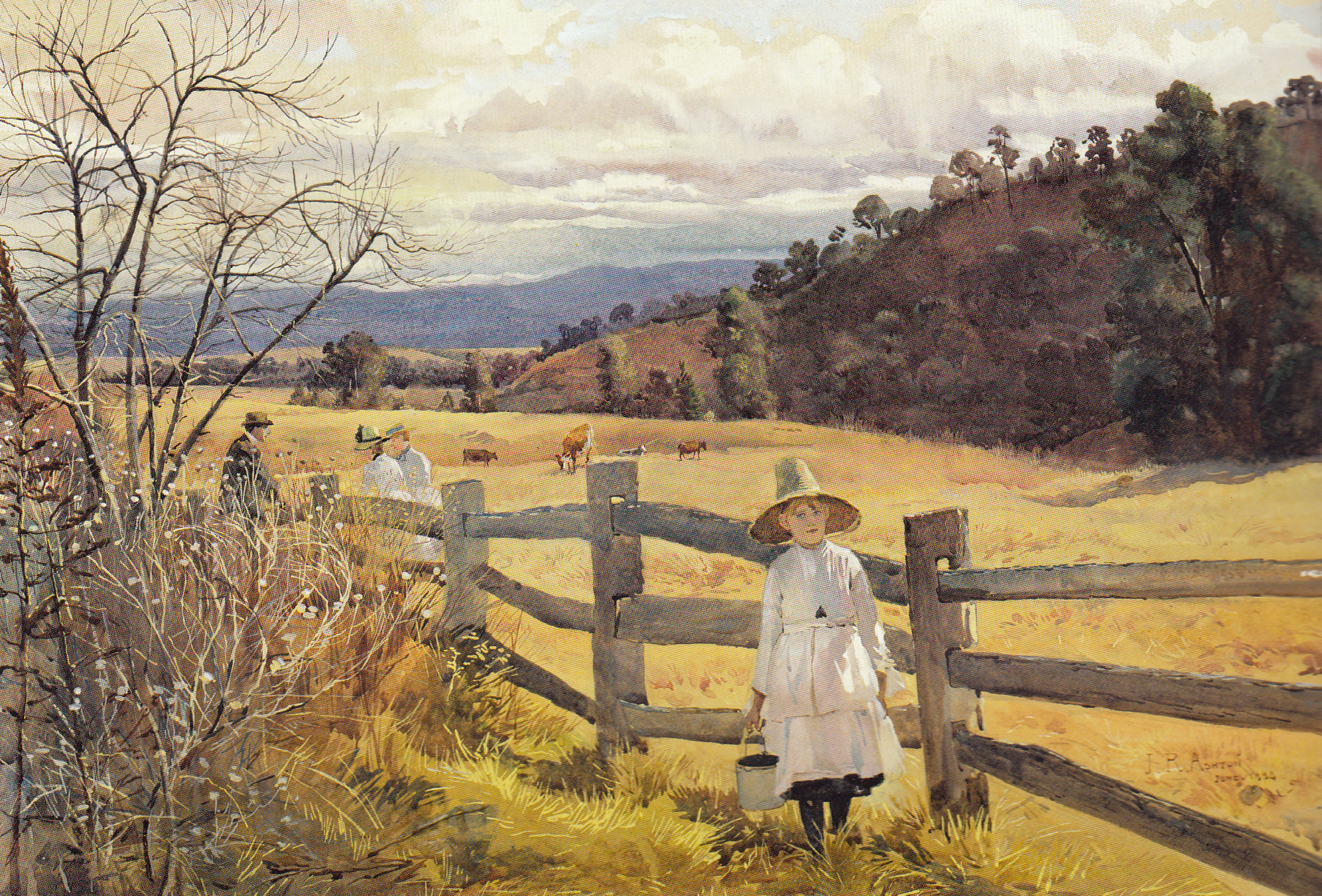
The Corner of the Paddock, 1888.